# Landivisiau
Landivisiau (Bretons: Landivizio) is een gemeente in het Franse departement Finistère, in de regio Bretagne. De plaats maakt deel uit van het arrondissement Morlaix. Het is bekend door de Bretonse paarden, er vindt jaarlijks een paardenmarkt plaats. De gemeente telde 9.197 inwoners op 1 januari 2022.

## Verkeer en vervoer
In de gemeente ligt spoorwegstation Landivisiau.
Het stadje ligt langs de N12/E50 tussen Morlaix en Brest.

## Geografie
De oppervlakte van Landivisiau bedroeg op 1 januari 2022 18,99 vierkante kilometer; de bevolkingsdichtheid was toen 484,3 inwoners per km².

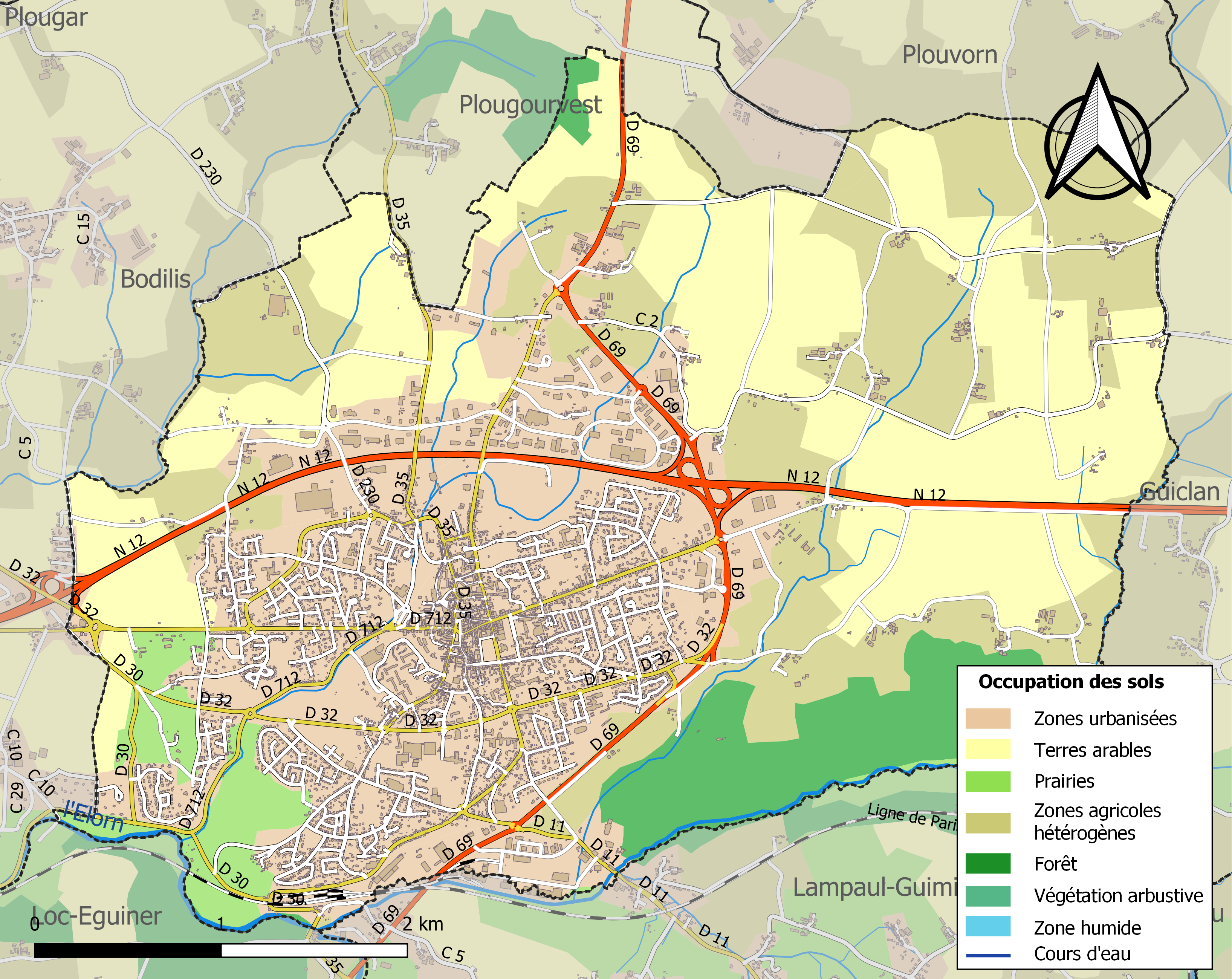
Kaart van de gemeente met belangrijkste infrastructuur, bodemgebruik en omliggende gemeenten

## Demografie
Onderstaande figuur toont het verloop van het inwonertal (bron: INSEE-tellingen).

## Geboren
- Stéphane Cueff (1969), wielrenner
- Claude Lamour (1969), wielrenner
- David Gaudu (1996), wielrenner

- Bibliothèque nationale de France: cb15254456x (data)
- Library of Congress Control Number: n2003051291
- MusicBrainz: b9511c7c-156e-4d23-b6c6-fa25284792e1
- Nationale Bibliotheek van Israël: 987007496769705171
- Virtual International Authority File: 126866357